# Pouteria glomerata
Pouteria glomerata är en tvåhjärtbladig växtart som först beskrevs av Friedrich Anton Wilhelm Miquel, och fick sitt nu gällande namn av Ludwig Radlkofer. Pouteria glomerata ingår i släktet Pouteria och familjen Sapotaceae.

## Underarter
Arten delas in i följande underarter:
- P. g. glomerata
- P. g. stylosa